# Partiaga (Partiaga)
Pour les articles homonymes, voir Partiaga.
Partiaga ou les "puits des singes" en gourmantchéma est une commune rurale  et le chef-lieu du département de Partiaga dans la province de la Tapoa, située dans  la région de l'Est du Burkina Faso.

## Présentation de la commune de Partiaga
La commune de Partiaga  est l’une des huit communes de la province de la Tapoa dans la région de l’Est. Avec environ  2 000 km2 de superficie,  Partiaga est limitée à l’est par les communes de Tansarga et de Diapaga, à l’ouest par la commune de Matiacoali, au sud par les communes de Namounou et de Tambaga et au nord par la commune de Kantchari. Avec une population  estimée à environ à 101 439 hbts, Partiaga est organisé administrativement en vingt quatre (24) villages administratifs selon le Recensement général de la population et de l’habitat (RGPH) de 2019.
A la faveur de la communalisation intégrale  du territoire en collectivités territoriales enclenché avec le vote de la loi portant code général des collectivités territoriales,  ayant permis de subdiviser le pays en  13 régions, 49 communes urbaines, 300 communes rurales, Partiaga a été érigé en commune rurale,.En 2006, la commune organisait ses premières élections municipales. Depuis, la commune a connu 03 conseils municipaux. Se conformant aux dispositions de la loi n° 055-2004/AN portant code général des collectivités territoriales et textes d’application en son article 9, la commune de Partiaga entreprend des actions pour promouvoir son développement économique, social, culturel, environnemental et participe à l’aménagement du territoire.
Tableau 1: Liste des villages administratifs de la commune rurale de Partiaga
| 1 Pompomou 2 Mardaga 3 Doubtchari 4 Fatouti 5 Tatiangou 6 Sébouga 7 Partiaga 8 Dahangou | 9 Gangalinti 10 Niamanga 11 Nadiabonli 12 Barbagou 13 Bomonti 14 Hanlonli 15 Diela 16 Boungou | 17 Bambambou 18 Samtangou 19 Lopadi 20 Foabonga 21 Kodjini 22 Kouakouli 23 Kankandii 24 Kalbouli |

Source:

## Histoire
Le village de Partiaga a été fondé par Yandjoa Banhama. Il aurait d’abord été accueilli par le roi de Fada N'gourma qui l'installa à Dajuaga pour protéger le royaume du Gulmu des razzieurs provenant du Niger. Au départ, les fondateurs de Partiaga étaient des Yana (ethnie majoritaire de la province du Koulpélogo), mais au fil de l’histoire, ils ont été assimilés aux Gourmantché par alliance matrimoniale. La chefferie à Partiaga est exercée par les Tankoano du clan Yandjoa. Tous les aînés de ce clan peuvent prétendre à la chefferie. Le chef est nommé par un conseil de sages inter-villageois,  dénommé le “combala” et il est intronisé par le chef de Fada N’Gourma. Cette cérémonie permet de renouveler son attachement au royaume Gourmantché. Du point de vue du peuplement, on peut noter quatre grandes vagues successives de peuplement à Partiaga:
- La première vague est constituée du clan fondateur et de ses assimilés. Il s'agit de la  famille Tankoano du clan Yandjoa et leurs «captifs».
- La deuxième vague de peuplement est composée des Peulhs du clan Sondé. Accueillis par le chef de Partiaga, ils ont participé à la protection de l'intégrité territoriale du canton. La localité de leur installation est appelée karadjé en fulfulde qui veut dire «les peuls de la barrière protectrice». Aujourd'hui, ces familles Peul font partie de l'architecture royale de Partiaga parce qu'il existe un chef Peul du clan  Sondé dans le village de Mardaga.
- La troisième vague Bi maliba est composée d’un groupe de familles gourmantché originaires du Mali. La dernière vague de peuplement est composée principalement des familles Mossi et  Haoussa.

D'un point de vue coutumier, le territoire du canton de Partiaga couvre un vaste ensemble qui s'étend aussi sur les communes actuelles de Kantchari et Diapaga. Les chefs de ces villages sont intronisés auprès du chef de Partiaga.,

## Situation sécuritaire et humanitaire
Le 6 novembre 2019, une nouvelle attaque terroriste djihadiste (après deux précédentes au cours des quinze mois écoulés) a été menée contre des bus transportant les ouvriers miniers de la société canadienne SEMAFO, exploitant la mine de Boungou, faisant près de quarante morts et une soixantaine de blessés. Plus de 90% des ouvriers burkinabè de la SEMAFO proviennent de la région de l'Est et en particulier de la commune de Partiaga.
Le dimanche 26 février 2023, la Commune rurale de Partiaga, province de la Tapoa a été la cible d’une « violente attaque perpétrée par des bandes armées terroristes», informe le Gouverneur de la Région de l’Est dans un communiqué diffusé ce mardi 28 février 2023.

## Économie
La commune rurale de Partiaga abrite depuis septembre 2018 la mine d’or de Boungou détenue par la Société d’exploitation minière en Afrique de l’Ouest (SEMAFO). A ce titre, elle bénéficie d'un fond minier de développement local qui lui permet financer et planifier son développement économique et social. Par exemple, avec la première répartition de son FMDL, d’une valeur de 350 000 000 F CFA, Partiaga a pu  planifier son plan annuel d’investissement  (PAI) pour prendre en compte les besoins de base et pressants qu’ils avaient de la peine à financer. La commune, en chantier, verra donc par exemple l’érection de nouveaux centres de santé dans certains villages, l’aménagement de voies cyclables et de retenues d’eau pour le bétail.
Les ressources financières de la commune sont aussi  issue de la mobilisation des ressources transférées par l’État à la commune, le budget communal et l’apport des partenaires technique et financiers (PTF).

## Santé et éducation
Partiaga accueille un centre de santé et de promotion sociale (CSPS).

## Exploitation minière
La Société d'exploitation minière d'Afrique de l'Ouest (SEMAFO) a lancé, le vendredi 31 mars 2017 à Boungou dans la Tapoa, les travaux de construction de la mine d'or de cette localité. Le premier lingot d'or est attendu au 2e trimestre de 2018 pour des réserves estimées à 39 tonnes d'or métal et des revenus de l'ordre de 522 milliards de F CFA. Boungou est le village de la commune rurale de Partiaga qui abrite le deuxième projet minier de la Société d’exploitation minière d’Afrique de l’Ouest (SEMAFO). Ce gisement de Boungou fait partie du groupe de permis Tapoa constitué de quatre permis d'exploitation contigus sur 772 km2: Dangou, Pambou, Boungou et Bossari. Le ministre chargé des mines de l'époque, Oumarou Idani, la mine de Boungou avait laisser entendre que la mine va créer 735 emplois directs et 476 emplois indirects. En outre, la mine va soutenir les communautés à travers le Fonds minier de développement local et le total des retombées économiques pour le pays est estimé à 522millards de FCFA,,.
Le 24 janvier 2024, le conseil des ministres a au titre du ministère de l'Energie, des Mines et Carrières, adopté un décret portant renouvellement du permis d’exploitation industrielle de grande mine d’or de la société SEMAFO BOUNGOU SA dans la commune de Partiaga, province de la Tapoa, région de l’Est pour une période de cinq (05) ans.
Le permis d’exploitation couvre une superficie de 31,34 Km2 et a une durée de vie de cinq (5) ans. La production totale attendue pour ces cinq (5) années d’exploitation du permis est de 24,31 tonnes d’or.
Sur le plan économique, la mine va générer au profit du budget de l’État des recettes estimées à 80 211 925 110 F CFA, et 6 850 311 538 F CFA au profit du Fonds minier de développement local de la commune rurale de Partiaga. L’exploitation de cette mine va permettre la création et le maintien d’environ 1100 emplois.